# Sastegui
Sastegui es un despoblado que actualmente forma parte de la localidad de Narvaja, del concejo de Narvaja, que está situado en el municipio de San Millán, en la provincia de Álava, País Vasco (España).

## Historia
Documentado desde 1257, a mediados del siglo XVIII desapareció la ermita de Santa Marina, último vestigio edificado del despoblado.